# Vendegies-sur-Écaillon
Vendegies-sur-Écaillon település Franciaországban, Nord megyében. Lakosainak száma 1123 fő (2022. január 1.). Vendegies-sur-Écaillon Quérénaing, Artres, Bermerain, Haussy, Saint-Martin-sur-Écaillon, Sepmeries, Sommaing és Verchain-Maugré községekkel határos.

## Népesség
A település népessége az elmúlt években az alábbi módon változott:
| Lakosok száma | 1108 | 1088 | 1094 | 1068 | 1087 | 1098 | 1108 | 1118 | 1123 |
|               | 2013 | 2015 | 2016 | 2017 | 2018 | 2019 | 2020 | 2021 | 2022 |